# Tyrannochthonius beieri
Tyrannochthonius beieri är en spindeldjursart som beskrevs av Kuniyasu Morikawa 1963. Tyrannochthonius beieri ingår i släktet Tyrannochthonius och familjen käkklokrypare. Inga underarter finns listade i Catalogue of Life.